# Guglielmo Raimondo I di Moncada
Guglielmo Raimondo di Moncada, signore di Tortosa, detto il Gran siniscalco (in catalano Guillem Ramon de Montcada, in spagnolo Guillhermo Ramón de Moncada; 1090 ca. – 1173), fu un nobile, politico e militare catalano del XII secolo.

## Biografia
Nato presumibilmente alla fine del IX secolo, la sua origine è controversa. Gli antichi genealogisti sostenevano fosse figlio di un Guglielmo Raimondo dei signori del castello di Montcada, lo statunitense Shiedler invece, nella sua opera A Medieval Catalan Noble Family: the Montcadas 1000-1230 (1979), sostiene che costui non fosse un membro di tale famiglia, ma che ne assunse il cognome nel 1117 a seguito del suo matrimonio con Beatrice di Montcada, figlia di Berengario, signore dell'omonimo castello. Secondo altre fonti, la sua famiglia di provenienza sarebbe quella dei signori del castello di Hostoles.
L'elemento sul quale tutti concordano, è che fu al servizio dei Conti di Barcellona, e che a partire dal 1130, fu siniscalco di Barcellona. Nel 1136, fu annullato il suo matrimonio con Beatrice da parte del conte Raimondo Berengario IV di Barcellona, che la promise in sposa ad un Guglielmo di Sant Martí. Dall'unione erano nati cinque figli.
Nel 1135, il Conte gli assegnò i castelli di Tudela, Sobreporta, Estela, Besora, Torelló, Curull, Tona, Malla, Clarà, Montcada, Vacarisses, Ribatallada, Castellar e Fornells. Partecipò alle numerose guerre contro gli Almohadi nella penisola iberica, quali la conquista di Almería (1147), la presa di Tortosa (1148) - della cui signoria lo investirono i Conti di Barcellona - e la conquista di Lleida (1149). Nel 1150, fondò il monastero cistercense di Santes Creus, e nel 1153, tolse ai Saraceni i castelli di Seròs, Aitona e Gebut.
Nel 1162, alla morte del Conte Berengario Raimondo, assieme al Vescovo di Barcellona fu reggente del figlio Raimondo Berengario , che nel 1164 divenne Re d'Aragona assumendo il nome di Alfonso II. 
Morì nel 1173, e alla carica di siniscalco di Barcellona gli succedette il figlio Raimondo.